# Vișina (okręg Gałacz)
Vișina – wieś w Rumunii, w okręgu Gałacz, w gminie Poiana. W 2011 roku liczyła 458 mieszkańców.